# Euselasia mutator
Euselasia mutator is een vlindersoort uit de familie van de prachtvlinders (Riodinidae), onderfamilie Euselasiinae.
Euselasia mutator werd in 1916 beschreven door Seitz.